# Сретенская церковь (Киев)
Сретенская церковь — утраченный православный храм в Киеве работы Владимира Николаева, построенный в 1880 году. В 1930-е годы был полностью уничтожен воинственными безбожниками из числа партийных коммунистов Киева. Находился на улице Большая Житомирская, около дома 33.

## История

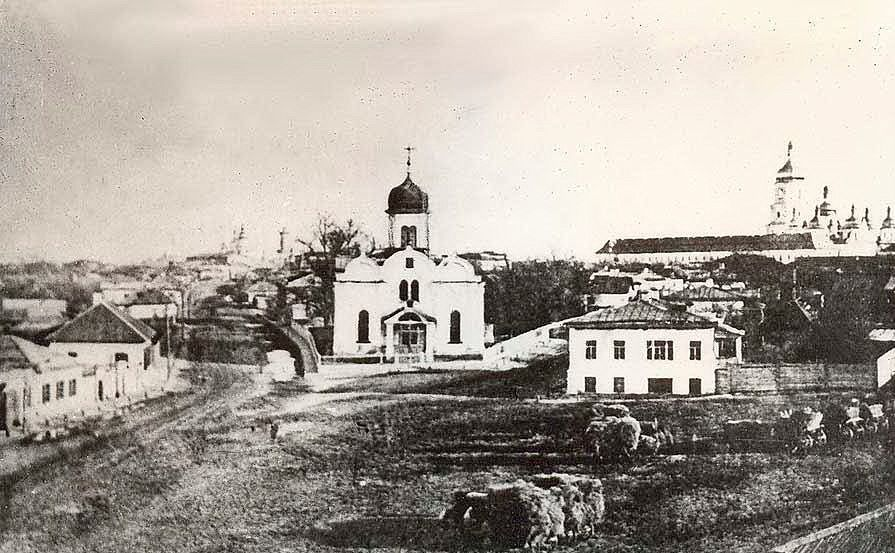
Сретенская церковь в 1861—1879 годах

Киевская церковь Сретения Господня располагалась между двумя улицами — Большой Житомирской и Сретенской, выходя на Львовскую площадь.
Первые упоминания о храме относятся ещё ко временам Киевской Руси. В 1037 году сын Владимира Великого, великий князь Киевский Ярослав Мудрый, увеличивая территорию города, оградил новые границы Киева оборонительным валом и построил западные городские ворота, которые со временем получили название Львовские. Именно тогда и была построена первая деревянная Сретенская церковь. В отличие от некоторых других церквей, которые строились и со временем исчезали, всегда находилась на Львовской площади, о чём свидетельствуют киевские карты почти всех исторических периодов. Церковь несколько раз перестраивали. Новая, деревянная церковь была построена в 1752 году.
В XIX веке церковь стала любимым местом собраний киевских дам-благодетельниц. На пожертвования одной из них, баронессы Марии Штейнгель, по проекту киевского архитектора Павла Спарро 20 октября 1853 года была заложена каменная Сретенская церковь. По причине нехватки средств проект был выполнен не в полном объеме — было принято решение оставить только один ярус храма, что значительно ускорило строительство, и 21 октября 1861 года, прошло освящение возведённой церкви.. Роспись храма осуществил художник Иван Сошенко. Вскоре сюда была торжественно перенесена на вечное хранение чудотворная икона Божией Матери «Всех Скорбящих Радость», которая в своё время была прикреплена над въездной аркой Львовских ворот. Согласно преданию, авторство этой иконы принадлежит апостолу и евангелисту Луке.
В 1880 году община перестроила церковь по новому проекту епархиального архитектора Владимира Николаева в архитектурных формах неовизантийского стиля. Храм был увеличен в размерах и перекрыт куполом, построена новая колокольня.
Сретенский храм на Львовской площади был своеобразным духовно-просветительским центром старого Киева, вокруг которого объединялась городская элита. Предприниматели, врачи, учителя, художники, представители городского дворянства, имевших жилье в старой части Киева, были благотворителями и прихожанами небольшой по размерам, но уютной церкви. Благодаря меценатам, здесь были семь воскресных школ и столовая для малоимущих. Именно при Сретенской церкви образовалось первое женское общество «Красного Креста» в Киеве.

Сретенская церковь на фотографиях
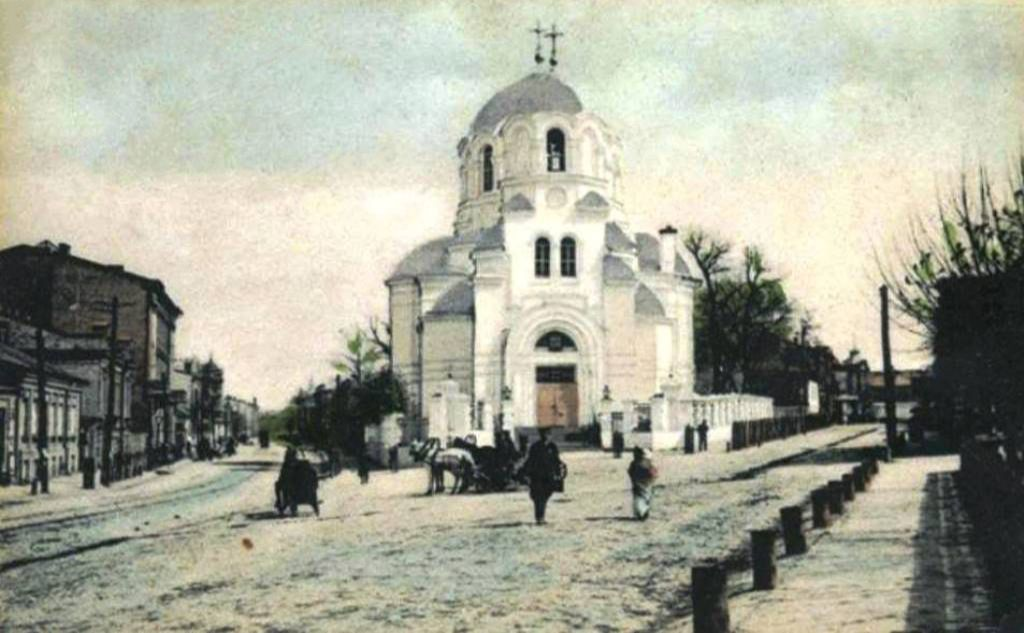
1880-е годы
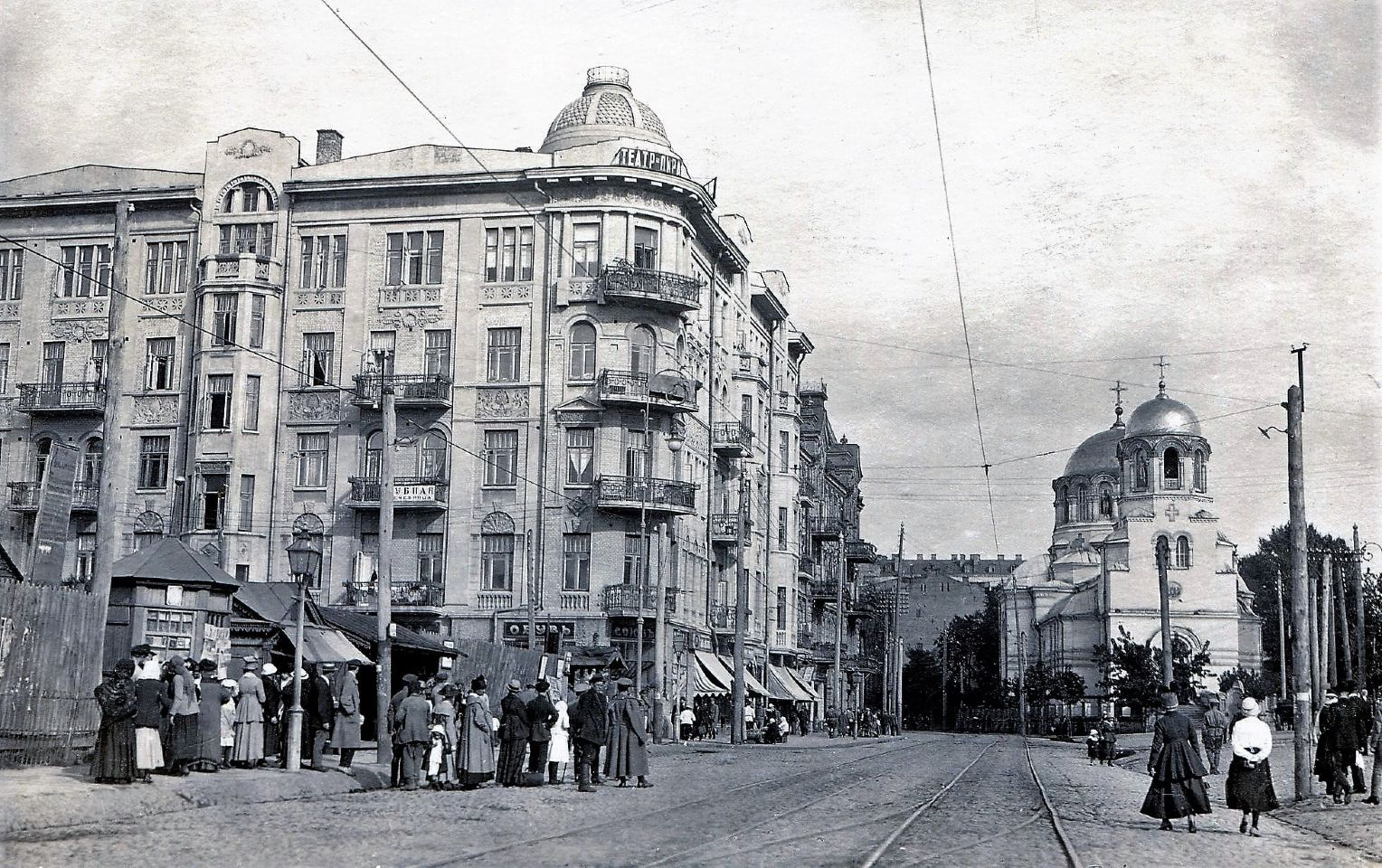
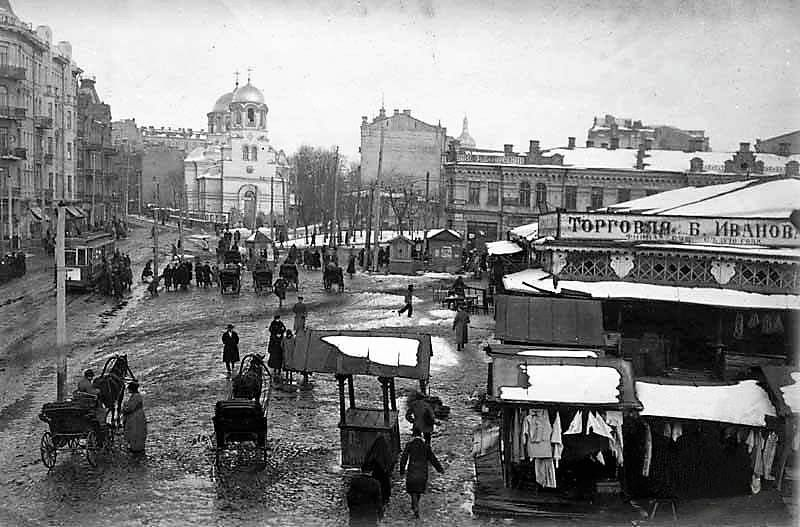
1912 год
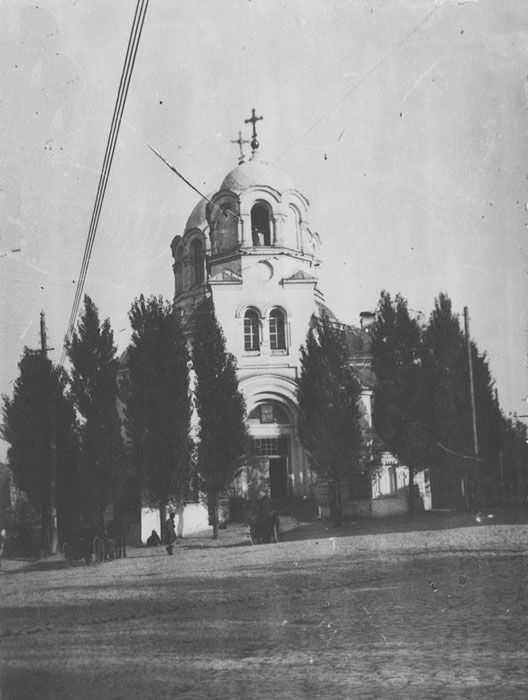

## Планы строительства новой церкви

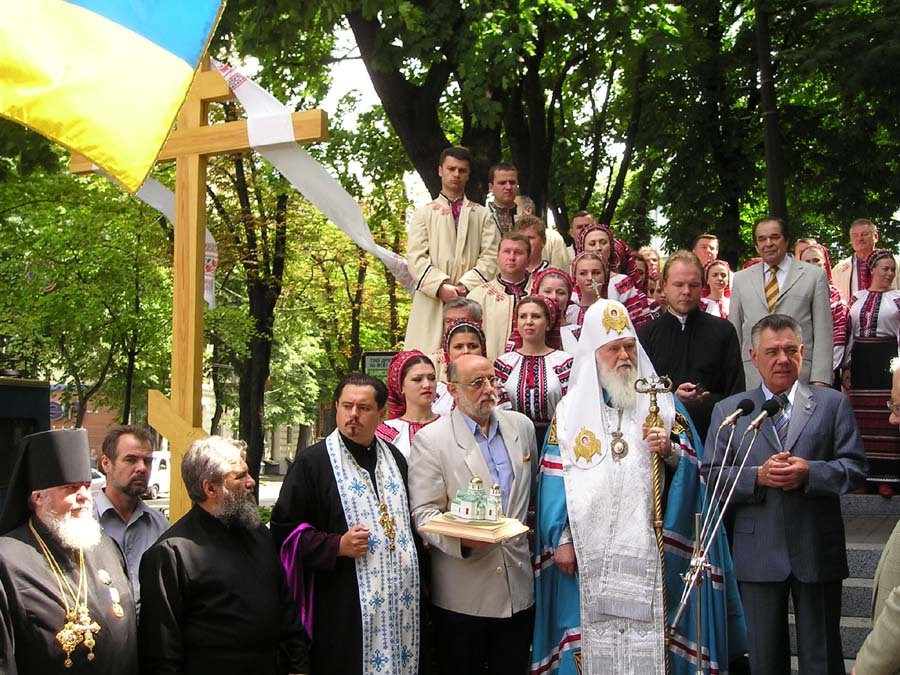
Церемония закладки краеугольного камня на месте планируемого строительства, 2005 год. В центре (слева направо): Сергий Ткачук, Янош Виг, Филарет (Денисенко) и Александр Омельченко

В 2005—2013 годах были планы строительства на месте разрушенного храма новой церкви. Идея эта принадлежала настоятелю прихода самопровозглашённой УПЦ КП Сергею Ткачуку, известному в Киеве с 1990-х стороннику ультранационалистических идей. На месте Сретенской церкви была воздвигнута часовня, которую 21 марта 2005 года посетил президент Украины Виктор Ющенко, дав поручение киевскому городскому голове Александру Омельченко начать работы по восстановлению храма. 18 июня того же года Филарет (Денисенко) торжественно освятил крест и краеугольный камень на месте восстановления. 4 октября 2012 года Градостроительный совет Киева утвердил проект архитектора Яноша Вига новой церкви в стиле хай-тек с прозрачными стенами и смотровой площадкой. Строительство планировали начать в 2013 году, но планы остались неосуществлёнными.